# أدريان براون (لاعب كرة قاعدة)
أدريان براون (بالإنجليزية: Adrian Brown) هو لاعب كرة قاعدة أمريكي، ولد في 7 فبراير 1974 في ماكومب في الولايات المتحدة.

## وصلات خارجية
- أدريان براون على موقعبيزبول رفرنس.كوم (الدوري الرئيسي) (الإنجليزية)
- أدريان براون على موقعبيزبول رفرنس.كوم (الدوري الثانوي) (الإنجليزية)
- أدريان براون على موقع مشجعي الرسوم البيانية (الإنجليزية)